# Heterodonta
Heterodonta är en ordning av musslor. Heterodonta ingår i klassen musslor, fylumet blötdjur och riket djur.
Ordningen Heterodonta indelas i:
- Arcticidae
- Astartidae
- Cardiidae
- Corbulidae
- Cyrenidae
- Donacidae
- Dreissenidae
- Gastrochaenidae
- Glossidae
- Hiatellidae
- Kellidae
- Kelliellidae
- Lasaeidae
- Leptonidae
- Lucinidae
- Mactridae
- Montacutidae
- Myidae
- Neoleptonidae
- Petricolidae
- Pharidae
- Pholadidae
- Psammobiidae
- Scrobiculariidae
- Semelidae
- Solecurtidae
- Sphaeriidae
- Tellinidae
- Teredinidae
- Thyasiridae
- Veneridae
- Xylophagaidae

## Bildgalleri

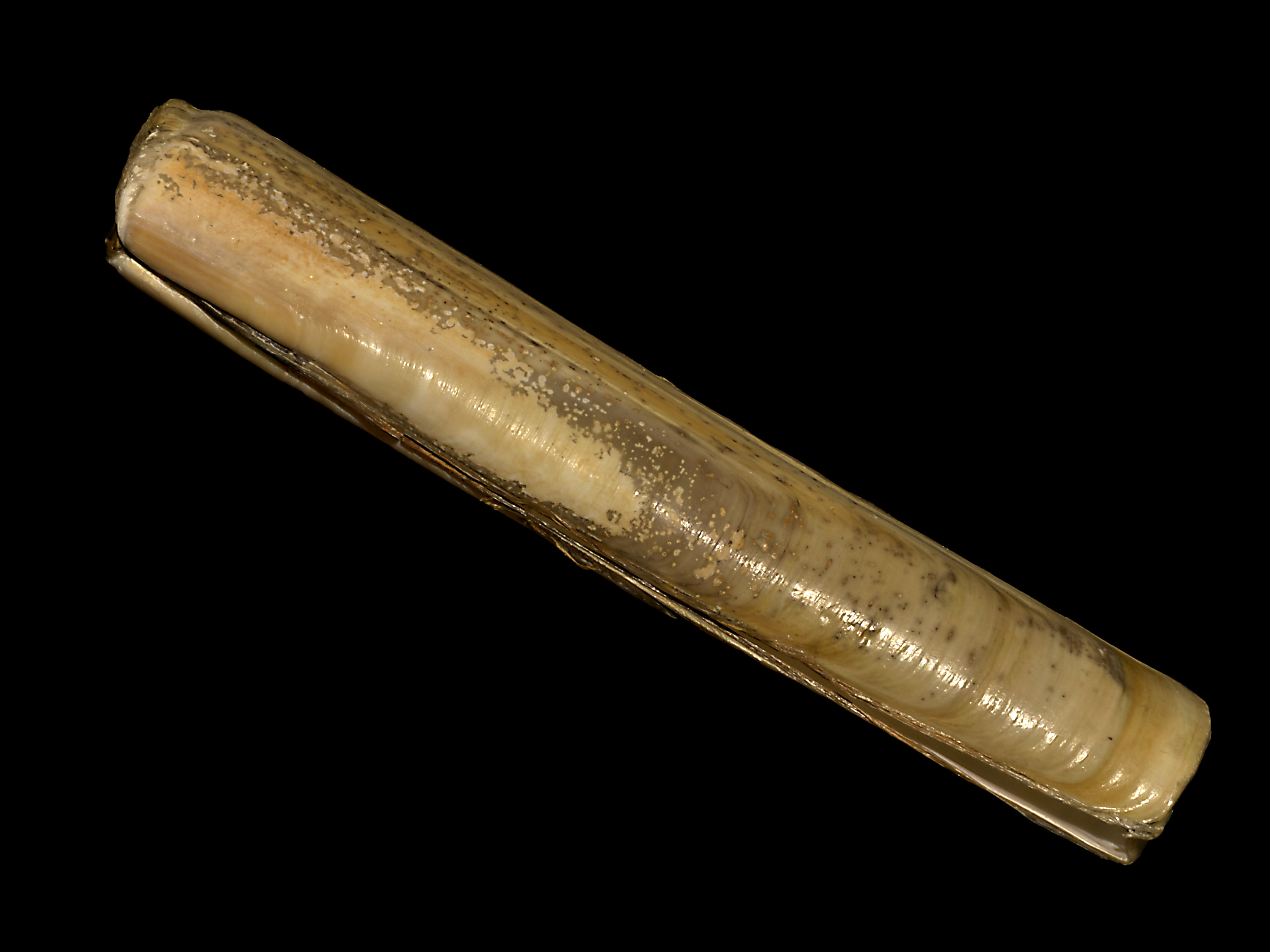
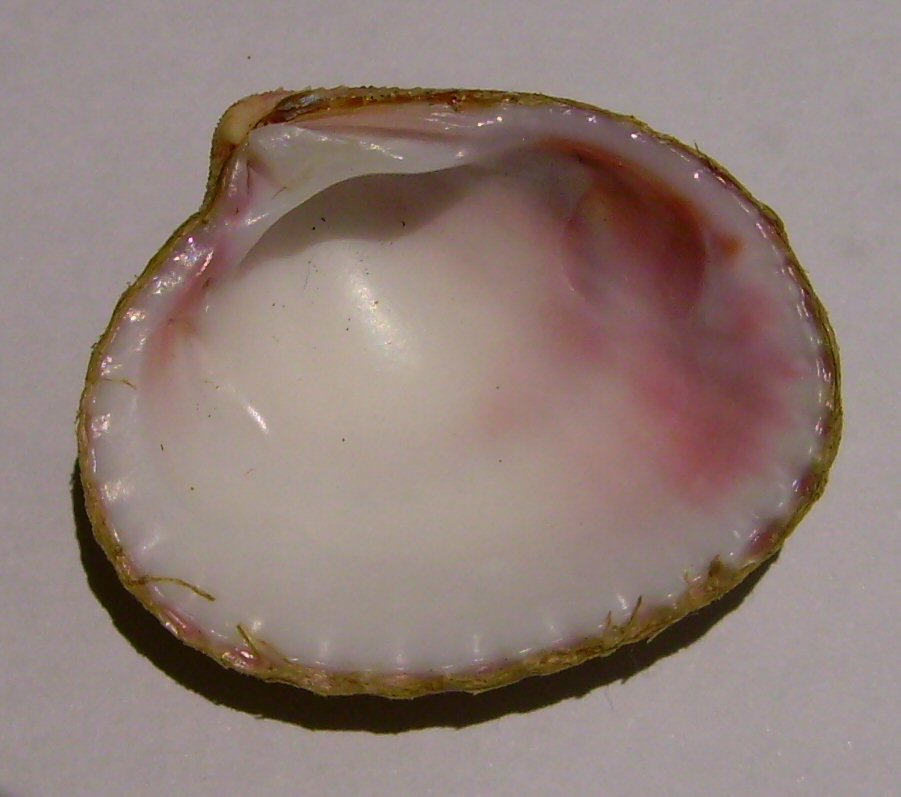
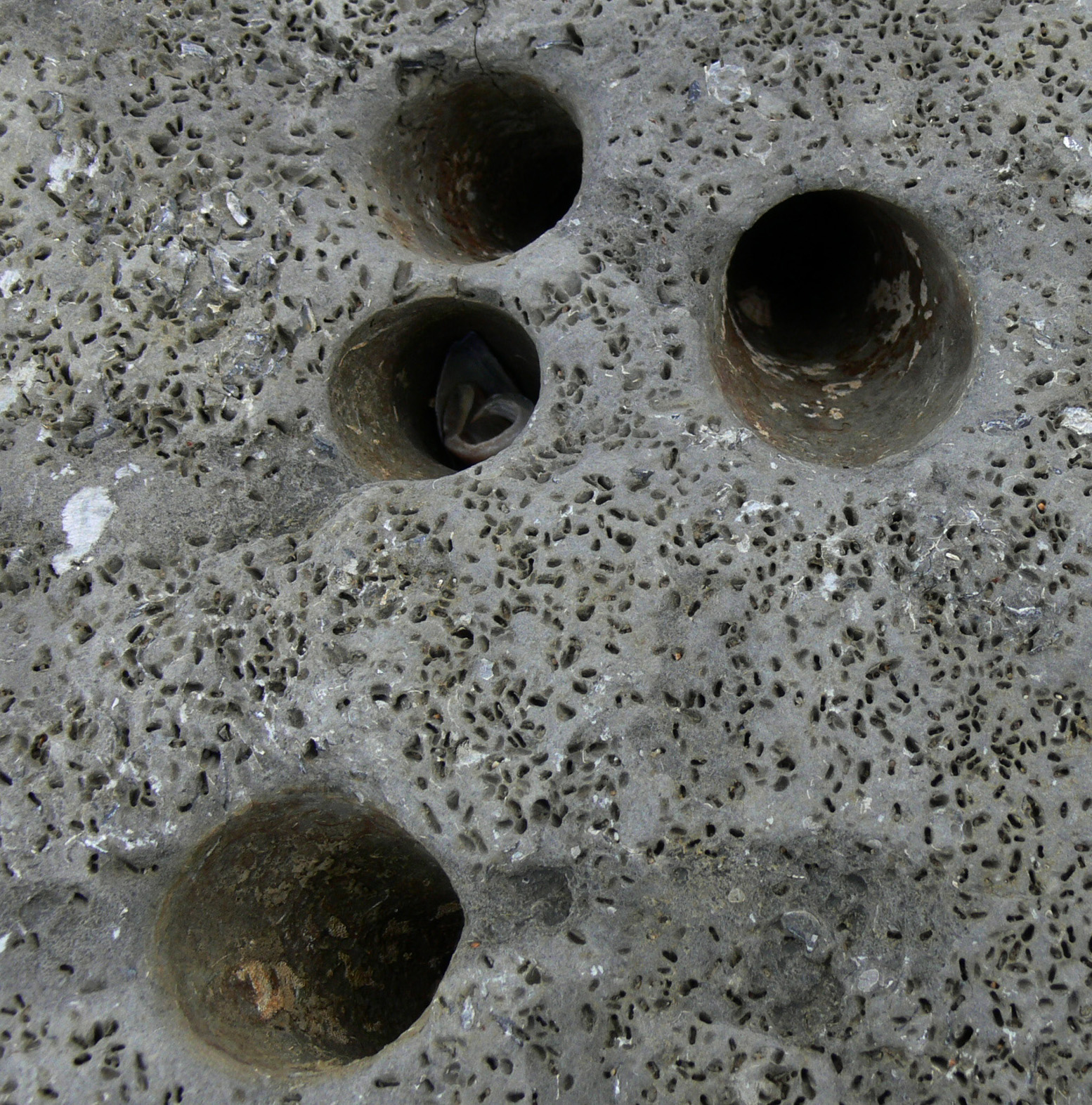
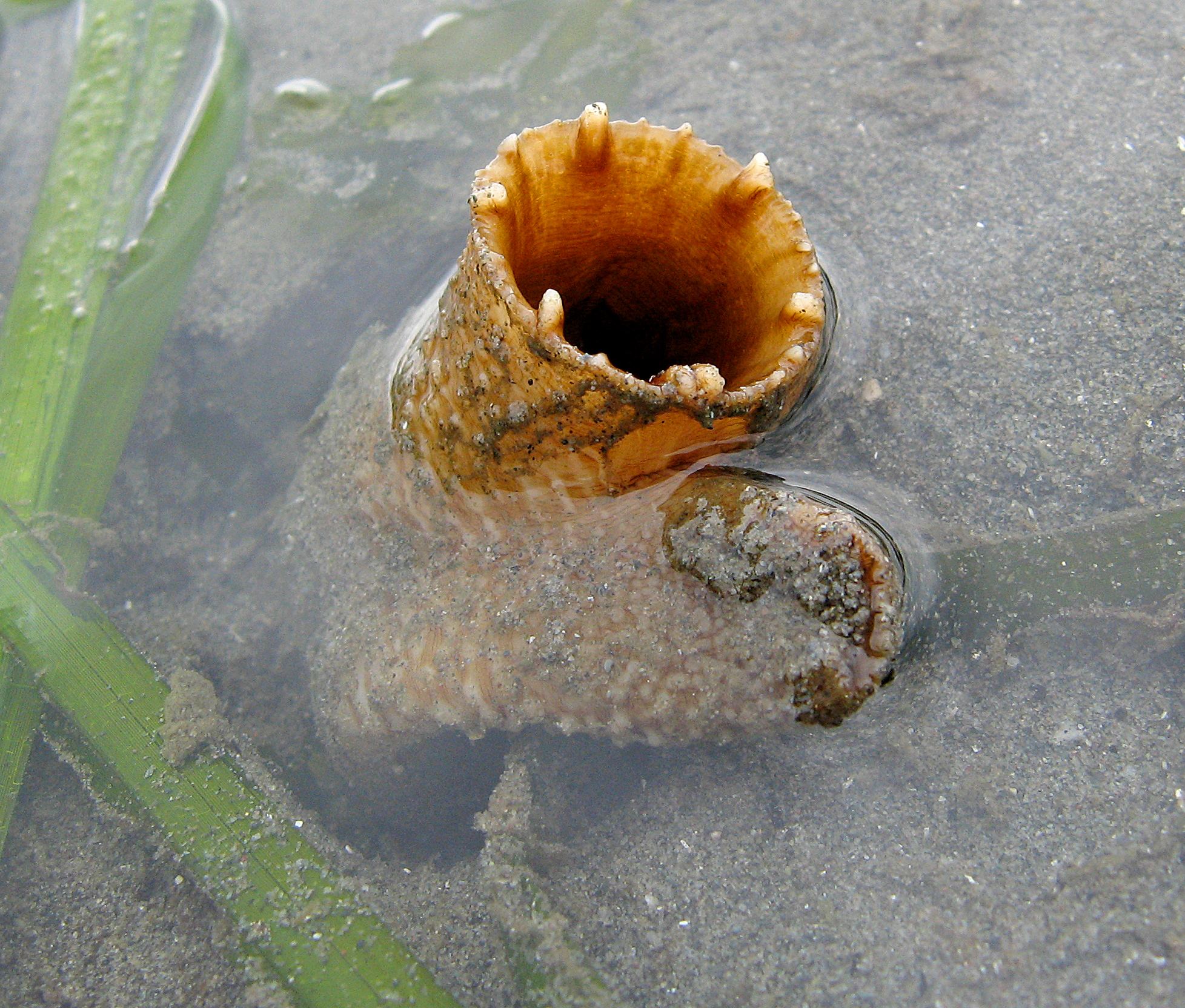
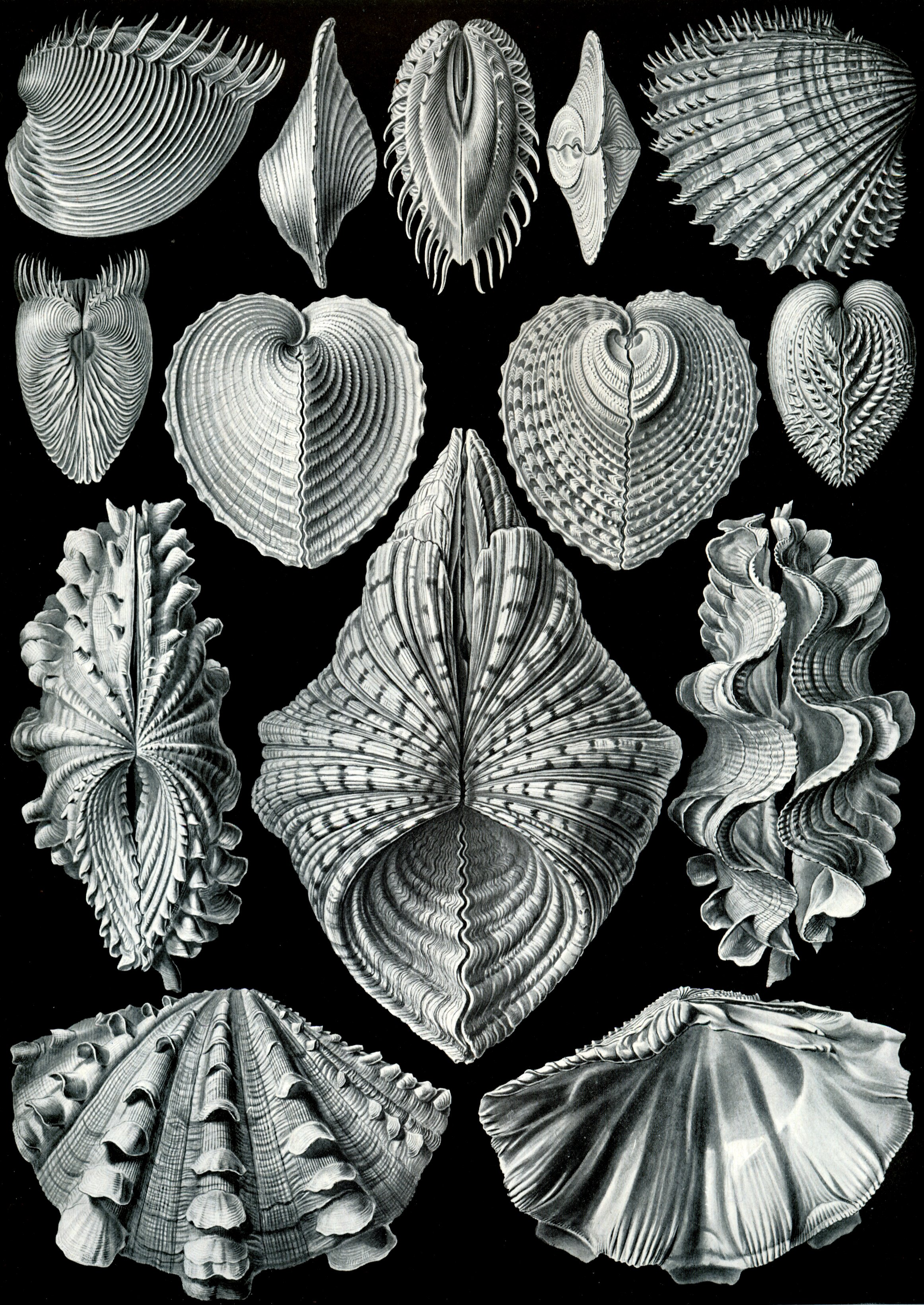
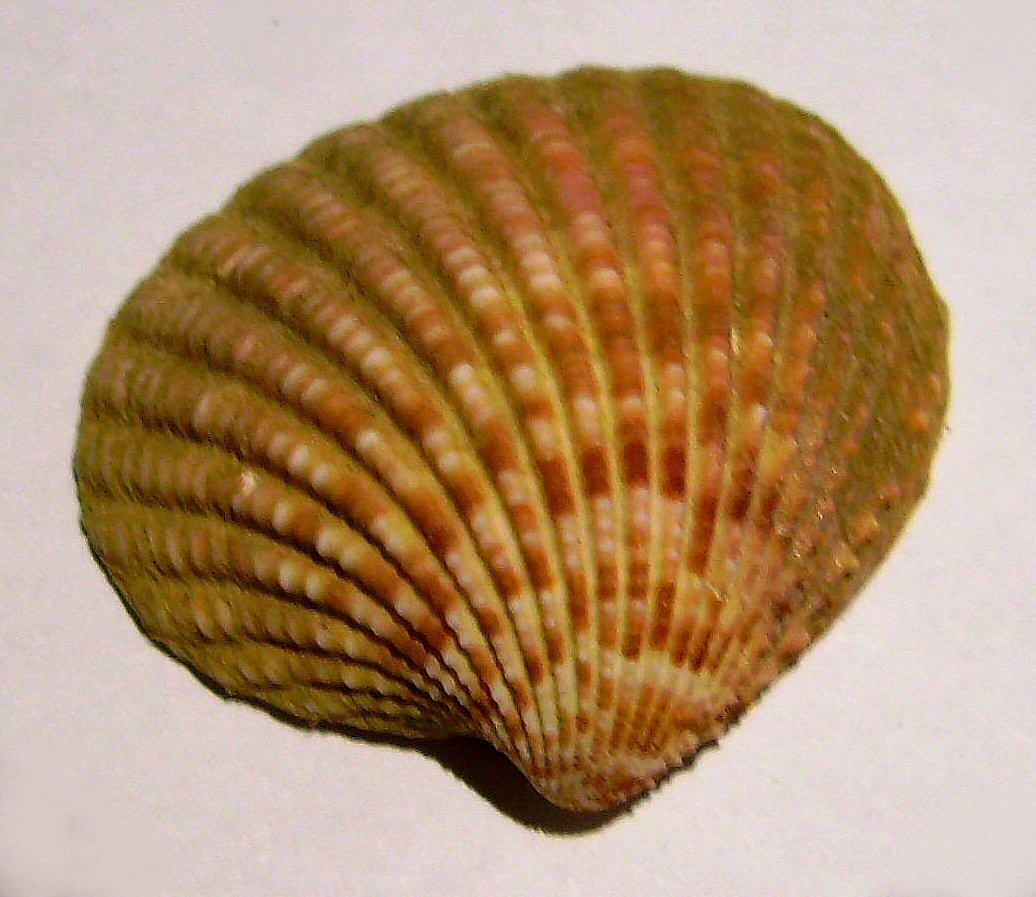